# Commandant (grade français)
Le grade de commandant est utilisé en France dans les forces armées ainsi que dans certaines administrations civiles.

## Grade militaire
« Commandant » est un grade militaire français. C'est le premier grade d'officier supérieur. Ce grade indique, historiquement et différemment en fonction de l'organisation de chaque armée, l'aptitude à commander un bataillon ou un groupe d'escadrons. L'escadron est commandé par un capitaine qui est le commandant d'escadron.
Ce grade existe dans :
- l'Armée de terre (hormis les armes de l'infanterie où le correspondant est « chef de bataillon », de la cavalerie où c'est « chef d'escadrons » et de l'artillerie et du train où c'est « chef d'escadron », mais ce sont des appellations dites « de tradition », l'appellation officielle étant toujours « commandant ») ;
- l'Armée de l'air.
- la Gendarmerie pour le corps de soutien technique et administratif.

Il est situé entre le grade de capitaine et celui de lieutenant-colonel.
Le grade équivalent est :
- dans la Marine nationale : capitaine de corvette ;
- dans la Gendarmerie  : chef d'escadron ;
- dans le service de santé des armées : historiquement, médecin-major de 1re classe ou vétérinaire-major de 1re classe ; aujourd'hui, médecin principal, pharmacien principal ou vétérinaire principal ou chirurgien-dentiste principal ;
- dans le corps de l'armement : ingénieur principal ;
- dans le corps des commissaires des armées : commissaire principal.

L'insigne de commandant est reconnaissable, sur les épaules ou au bout des manches de la veste, par quatre galons :
- pour les commandants des « armes à pied » ;
- pour les commandants des « armes montées ».

| France                | Grades de l'Armée de terre |                              |
| Précédé par capitaine | commandant                 | Suivi par lieutenant-colonel |

| Grades de la Gendarmerie nationale française chef d'escadron |  |                              |
| Précédé par capitaine                                        |  | Suivi par lieutenant-colonel |

| France                | Grades de l'Armée de l'air |                              |
| Précédé par capitaine | commandant                 | Suivi par lieutenant-colonel |

## Grade civil
De manière générale, le grade de commandant est un grade qui correspond à des fonctions civiles « A ou A+ » (cadres).
Le grade de commandant existe aussi dans :
- La Police nationale (il se situe après le grade de capitaine, et c'est le dernier grade des officiers de police ; la catégorie supérieure est le corps des commissaires de police). Le grade de commandant est, à l'origine, celui d'un officier de la police en uniforme (corps urbain et CRS). Depuis la réforme des corps de 1995[1], le grade équivalent d'inspecteur divisionnaire pour la police en civil (renseignements généraux, police judiciaire, sécurité publique…) a été fondu dans un grade unique de commandant. Il a un rôle de commandement du personnel en tenue ou en civil, peut être dévolu à la direction d'enquêtes judiciaires, peut diriger un service opérationnel ou un hôtel de police de taille moyenne (moins de 120 fonctionnaires).

Les grades de commandant dans la police et de chef d'escadron dans la gendarmerie sont homonymes mais ne recouvrent pas les mêmes missions ni les mêmes prérogatives.
Les officiers supérieurs de la gendarmerie comme des armées, à partir de la classe fonctionnelle du grade, assurent eux des fonctions de conception, direction, contrôle et expertise, à l'instar des commissaires de la police nationale (catégorie A+) ;
À la suite de la signature le 11 avril 2016 d'un « protocole pour la valorisation des carrières, des compétences et des métiers dans la police nationale et la gendarmerie nationale », le grade de « commandant divisionnaire » a été créé dans la police, nouveau grade correspondant à « attaché hors classe » dans l'administration (catégorie A). C'est un grade à accès fonctionnel qui permet de sécuriser les parcours des commandants divisionnaires détachés sur des emplois fonctionnels.
- L'administration pénitentiaire, où le grade de commandant est le dernier du corps de commandement du personnel de surveillance ;
- Les sapeurs-pompiers volontaires et professionnels ;
- La douane, où il correspond aux grade d'inspecteur (catégorie A) ;
- La police municipale, où il correspond au grade de directeur de police municipale (catégorie A) ;
- L'Office national des forêts (ONF), où il correspond au corps des cadres techniques (CATE, catégorie A) avec des galons couleur "or" sur drap vert foncé, ainsi qu'au corps des ingénieurs de l'agriculture et de l'environnement (IAE, catégories A et A+) - échelons 7 à 10 et premiers échelons du grade divisionnaire, avec des galons couleur "argent" sur drap bleu.